# Meunasah Mesjid (Leupung)
Meunasah Mesjid is een bestuurslaag in het regentschap Aceh Besar van de provincie Atjeh, Indonesië. Meunasah Mesjid telt 267 inwoners (volkstelling 2010).